# Paola Cavalieri

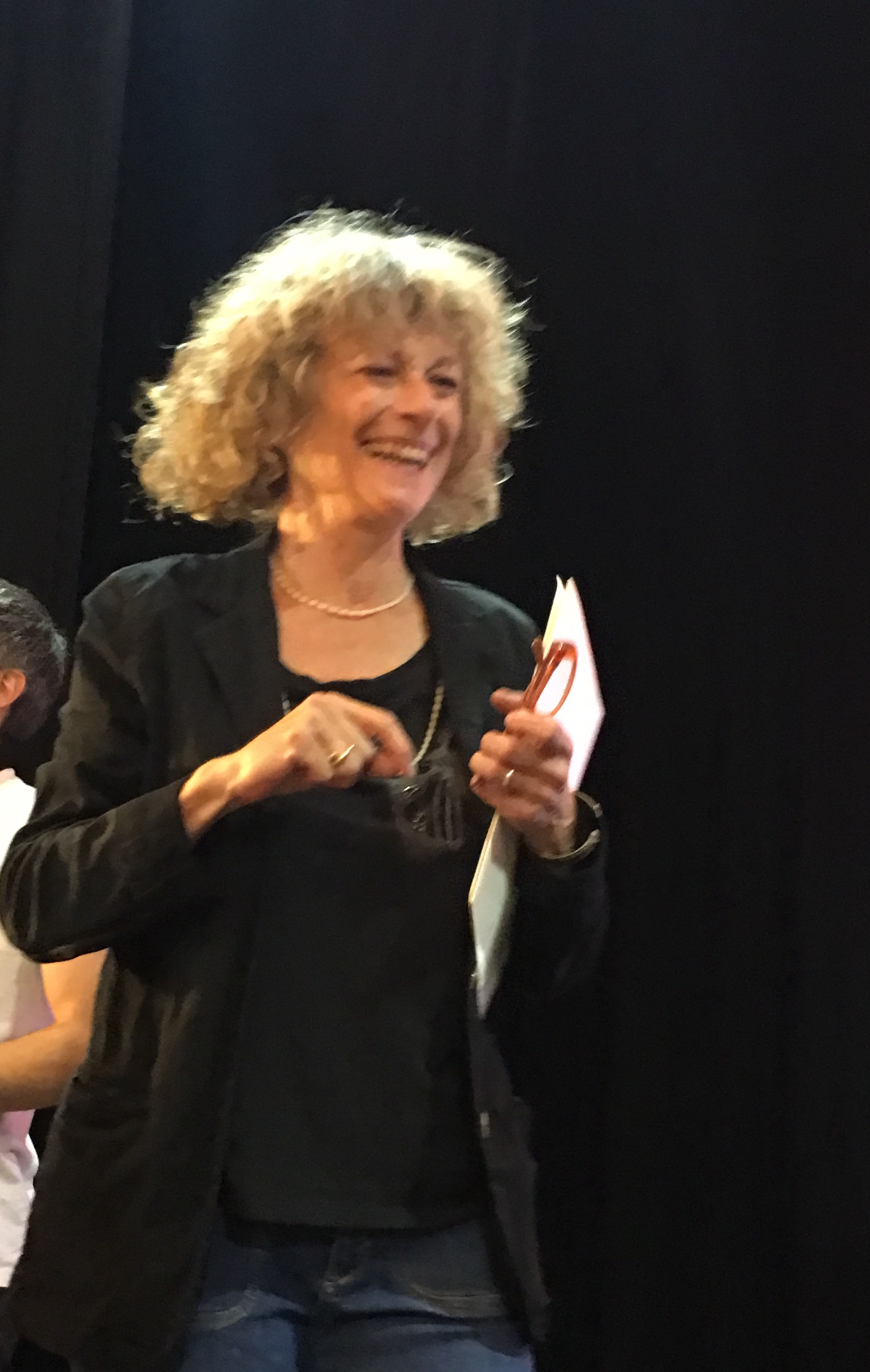
Paola Cavalieri (2017)

Paola Cavalieri (* 1950) ist eine italienische Philosophin. Sie ist die Initiatorin des Great Ape Project, das Grundrechte für Primaten einfordert.

## Leben
Gemeinsam mit dem australischen Philosophen Peter Singer veröffentlichte Cavalieri den Reader Menschenrechte für die Großen Menschenaffen: Das Great Ape Projekt. Die Autoren prangern daran die Sicht des Menschen an, sich als Krone der Schöpfung zu verstehen.
Bekanntheit erlangte Cavalieri auch durch ihr erstmals im Jahr 2002 auf Deutsch erschienenes Buch Die Frage nach dem Tier. Darin setzt sie sich mit dem Verhältnis des Menschen zum Tier und Fragen der Tierethik auseinander, geht dabei auf die enge genetische Verwandtschaft zwischen Mensch und Tier ein.

## Werke
- 1994: Menschenrechte für die grossen Menschenaffen: das Great-ape-Projekt.  ISBN 3-442-30613-2
- 2002: Die Frage nach den Tieren : für eine erweiterte Theorie der Menschenrechte. ISBN 3-89131-407-8

## Auszeichnungen
- 2011: Ethik-Preis der Giordano-Bruno-Stiftung